# Ершов, Юрий Сергеевич
Ершов Юрий Сергеевич (17 июня 1927, Ленинград— 25 мая 2008, Санкт-Петербург) — российский советский живописец, заслуженный деятель культуры Российской Федерации, член Санкт-Петербургского Союза художников (до 1992 года — Ленинградской организации Союза художников РСФСР).

## Биография
Ершов Юрий Сергеевич родился 17 июня 1927 года. В 1949—1955 учился в Ленинграде на отделении живописи ЛИЖСА имени И. Е. Репина. Занимался у Ивана Степашкина, Михаила Авилова, Владислава Анисовича. В 1955 окончил институт по мастерской Юрия Непринцева с присвоением квалификации художника живописи. Дипломная работа — картина «Портрет уборщицы М. М. Ермоленко».
Участвовал в выставках с 1955 года, экспонируя свои работы вместе с произведениями ведущих мастеров изобразительного искусства Ленинграда. Писал пейзажи, натюрморты, реже портреты и жанровые картины. Член Ленинградского отделения Союза художников РСФСР (с 1992 года — Санкт-Петербургского Союза художников). Среди произведений, созданных Юрием Ершовым, картины «Тётя Поля» (1961), «На Волге» (1964), «Сумпасад» (1968), «Груши», «Ложки» (обе 1970), «Туеса и прялки» (1972), «Вечерний чай» (1975), «Островок» (1980), «Васильково» (1988), «Кологрив. Сосны» (1995) и другие. Заслуженный деятель культуры Российской Федерации (1998).
Скончался 25 мая 2008 года в Санкт-Петербурге на 81-м году жизни. 
Произведения Ю. С.  Ершова находятся в музеях и частных собраниях в России и за рубежом.